# Valentina Zeljaeva
Valentina Zeljaeva (rusky Валентина Андреевна Зеляева, Valentina Andrejevna Zeljaeva, * 11. října 1982 Ulan-Ude) je rusko-americká supermodelka. Známou se stala jako tvář značky Ralph Lauren. V roce 2008 byla s výdělkem 2,3 milionu dolarů 13. nejlépe placenou modelkou na světě.

## Mládí
Valentina Zeljaeva se narodila v Ulan-Ude, městě ležícího na Sibiři. Její otec byl voják a matka se chtěla stát učitelkou. Rodina se později přestěhovala do Petrohradu a když jí bylo sedm, usadila se v Moskvě. V srpnu 2017 získala americké občanství.

## Kariéra
Svou modelingovou kariéru začala v 15 letech. Kamarádka jí dala modelingovou kartu, ale zpočátku byla příliš stydlivá, aby zavolala. Poté ji matka vzala do agentury, kde ji hned přijali. Přihlásila se do soutěže Elite Model Look, kterou ale nevyhrála. Dva roky strávila prací v Japonsku, kde se naučila anglicky a začala finančně podporovat svou rodinu v Rusku.
Zlom v její kariéře přišel v roce 2003, kdy si ji Ralph Lauren vybral, aby otevřela jeho módní přehlídku, a následně si ji zajistil pro své další kampaně. Byla poslána do modelingové školy v Miláně, kde se naučila, jak správně vystupovat před kamerou a na přehlídkovém molu. Během své kariéry se objevila na obálkách španělské, čínské, řecké a mexické edice Vogue a rovněž na obálkách časopisů Elle a Harper's Bazaar.
Objevila se v reklamách pro Tommyho Hilfigera, Coache, Calvina Kleina a Ralpha Laurena, s nímž podepsala smlouvu na 7 let a objevovala se v jeho kampaních. Na přehlídkových molech se prošla pro značky Balenciaga, Christian Dior, Dolce & Gabbana, Fendi, Valentino, Versace and Gucci. Byla také tváří dvou kampaní L'Oréal.
Svou první práci v modelingu v USA získala v New Yorku v září 2003. Od roku 2005 působila jako „tvář Ralpha Laurena“. V roce 2008 Forbes odhadl, že byla 13. nejlépe vydělávající modelkou na světě.